# Niesób
Niesób (Samica) – rzeka, lewostronny dopływ Prosny o długości 30,16 km.
Przepływa przez Kępno i Wieruszów, gdzie wpada do Prosny.
Rzeka jest znacznie zanieczyszczona. W 1233 r. odbył się nad nią zjazd dostojników, byli tam m.in. Władysław Odonic i Paweł II. W 1815 roku na podstawie decyzji kongresu wiedeńskiego ustalona została na pewnym odcinku rzeki w okolicach Wieruszowa granica rozdzielająca zabór pruski od Królestwa Polskiego.